# Эрнест де Линь
Эрнест Анри Луи Ламораль де Линь (фр. Ernest Henri Louis Lamoral de Ligne; 13 января 1857, Париж — 23 июня 1937, Брюссель) — принц де Линь, князь д’Амблиз и д’Эпинуа, гранд Испании 1-го класса.

## Биография
Сын Анри Максимильена Жозефа Шарля Луи Ламораля де Линя и Маргерит де Талейран-Перигор.
В 1918 году унаследовал от старшего брата Луи титул принца де Линя.
Король Альберт I поручил ему опеку над младшими детьми покойного принца Наполеона Виктора Бонапарта и принцессы Клементины Бельгийской.
Жалованной грамотой от 31 марта 1923 Эрнесту и потомкам его деда был пожалован титул Высочества. Другой грамотой от 22 октября того же года ему и его потомкам в мужской линии по праву первородства был пожалован титул князя д’Амблиз и д’Эпинуа.
В 1930 году пожалован королем Альфонсо XIII в рыцари ордена Золотого руна.
Умер от последствий автомобильной аварии.

## Награды
- Орден Золотого руна
- Рыцарь Чести и Преданности Мальтийского ордена
- Большой крест ордена Короны Бельгии
- Большой крест ордена Карлоса III
- Большой крест ордена Святых Маврикия и Лазаря

## Семья
Жена (3.01.1887): Маргерит Констанс Мари Диана де Коссе-Бриссак (19.12.1869—10.04.1950), дочь маркиза Роланда де Коссе-Бриссака и Жанны Се
Дети:
- Клод Морис Рене Ламораль (19.10.1890—4.04.1900)
- принц Эжен Фредерик Мари Ламораль (10.08.1893—26.06.1960). Жена (28.02.1917): Филиппина Мари Сесиль Дус де Ноай (23.03.1898—13.08.1991), дочь Франсуа Жозефа Эжена Наполеона де Ноая, принца де Пуа, и Мадлен Мари Изабель Дюбуа де Курваль
- Бодуэн Анри Ламораль (28.01.1896—8.09.1914), погиб в бою при Эрентале
- Жанна Мари Луиза (2.10.1887—23.02.1874). Муж (5.06.1906): маркиз Леонель Мари Гислен Альфред де Мустье (1882—1945)
- Маргерит Франсуаза Мари (15.10.1888—19.02.1889)
- Изабель Мелани Мари (23.10.1889—11.12.1968). Муж (25.10.1920): принц Режинальд де Крой (1878—1961)
- Анриетта Мари Жюльетта (31.12.1891—19.12.1981). Муж (12.08.1919): виконт Робер Мари де Шабо-Трамекур (1890—1944)
- Мари Шарлотта Беатрис (28.08.1898—8.11.1982). Муж (19.07.1921): граф Поль де Ланнуа (1898—1980)
- Тереза Мари Эжени (27.12.1905—11.12.2000). Муж (22.11.1927): граф Бернар д'Юрсель (1904—1965)